# Lithacodia subcoena
Lithacodia subcoena är en fjärilsart som beskrevs av Alfred Ernest Wileman och South 1916. Lithacodia subcoena ingår i släktet Lithacodia och familjen nattflyn. Inga underarter finns listade i Catalogue of Life.